# Набієво
Набі́єво (рос. Набиево, башк. Нәби) — присілок у складі Бурзянського району Башкортостану, Росія. Входить до складу Старомунасіповської сільської ради.
Населення — 472 особи (2010; 555 в 2002).
Національний склад:
- башкири — 100%

## Видатні уродженці
- Сагітов Расуль Хасанович (* 1964) — башкирський радіожурналіст, письменник і перекладач.
- Сулейманов Ахмет Мухаметвалеєвич (1939—2016) — башкирський вчений-фольклорист, Голова виконкому Всесвітнього курултаю башкирів (2002—2006).